# Tetranychus agropyronus
Tetranychus agropyronus är en spindeldjursart som beskrevs av Wang 1981. Tetranychus agropyronus ingår i släktet Tetranychus och familjen Tetranychidae. Inga underarter finns listade i Catalogue of Life.